# Howard A. Stone

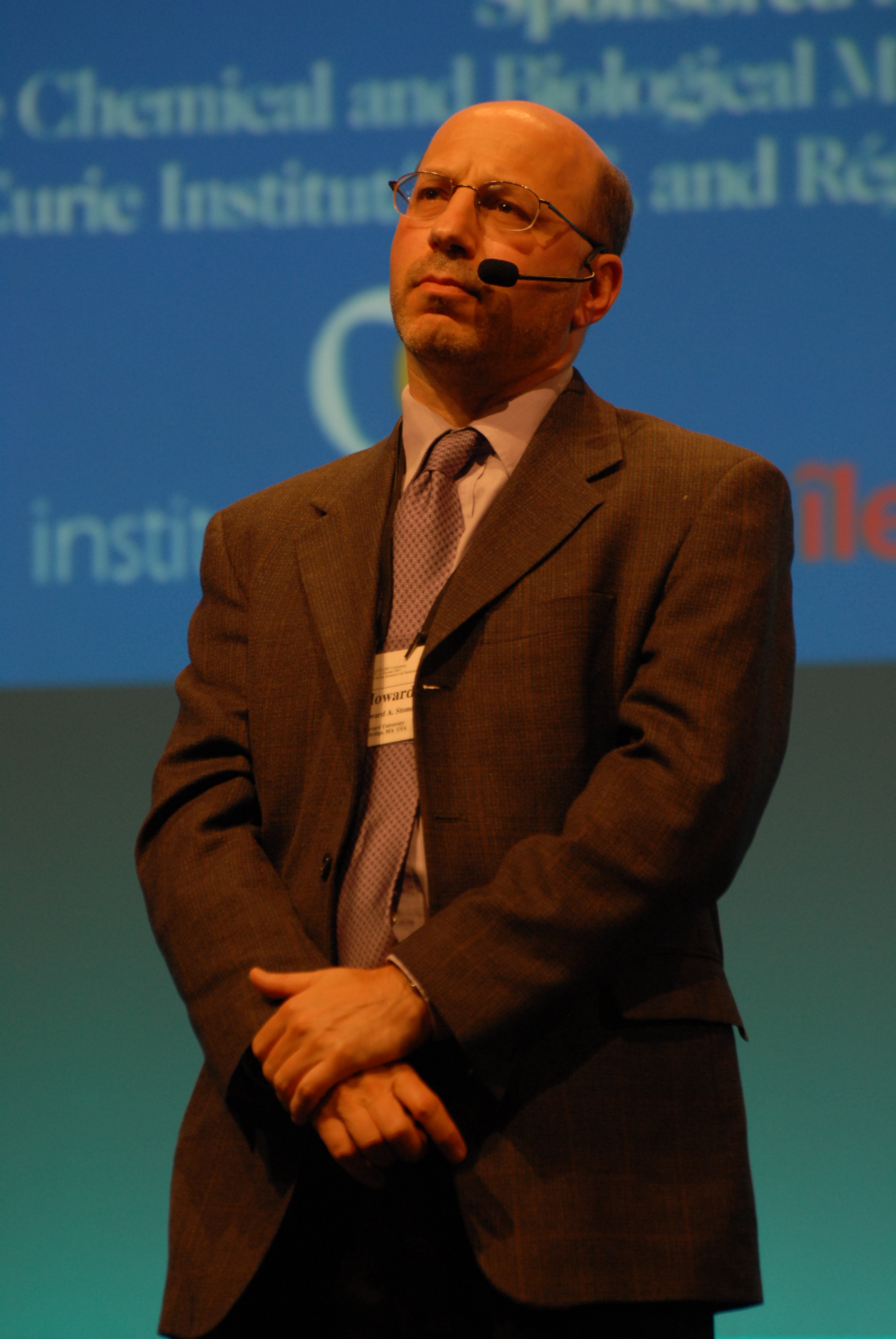
Howard A. Stone 2007

Howard Alvin Stone (* 19. Januar 1960) ist ein US-amerikanischer Chemieingenieur und Hydrodynamik-Experte.
Stone studierte Chemieingenieurwesen an der University of California, Davis, mit dem Bachelor-Abschluss 1982 und wurde 1988 am California Institute of Technology bei L. Gary Leal promoviert. Als Post-Doktorand war er an der Universität Cambridge bei E. J. Hinch. Ab 1989 lehrte er als Assistant Professor, ab 1992 als Associate Professor und ab 1996 als Professor an der Harvard University, wo er Vicky Joseph Professor für Ingenieurwesen und Angewandte Mathematik wurde. 2000 wurde er Harvard College Professor für seine Verdienste im Unterricht von Studienanfängern (Undergraduates). 2009 wurde er Professor an der Princeton University, wo er Donald R. Dixon ’69 and Elizabeth W. Dixon Professor in Mechanical and Aerospace Engineering ist.
Er arbeitet sowohl experimentell als auch theoretisch und mit Computersimulationen, zum Beispiel in der Mikrofluidik (Verhalten von Blasen und Tröpfchen, roten Blutkörperchen, Bakterien unter hydrodynamischen Gesichtspunkten, chemische Kinetik). Er untersuchte den Fluss bei niedriger Reynoldszahl, dem von der Viskosität dominierten Grenzfall von Flüssigkeiten, und Bewegung in biologischen Membranen, Oberflächenspannung und Tenside.
2008 erhielt er den ersten G. K. Batchelor Preis in Hydrodynamik und er erhielt den Presidential Young Investigator Award der NSF. Er ist Fellow der American Physical Society, deren Sektion Hydrodynamik er vorstand, sowie der National Academy of Engineering (2009), der American Academy of Arts and Sciences (2011) und der National Academy of Sciences (2014). 2022 wurde Stone Auswärtiges Mitglied der Royal Society sowie Mitglied der American Philosophical Society.
2016 erhielt er den Hydrodynamik-Preis der American Physical Society für herausragende Beiträge zum Verständnis von Flüssen bei kleiner Reynoldszahl, Mikrofluidik, Grenzflächenphänomene und biologischer Hydrodynamik, und für seine inspirierenden Beiträge zu Lehre und Vermittlung der Schönheit und Stärke der Hydrodynamik, von Physik und Ingenieurwesen.
Er war zehn Jahre lang Associate Editor des Journal of Fluid Mechanics.

## Schriften (Auswahl)
- mit L. G. Leal: Relaxation and Breakup of an Initially Extended Drop in an Otherwise Quiescent Fluid, J. Fluid Mech., Band 198, 1989, S. 399–427
- Dynamics of Drop Deformation and Breakup in Viscous Fluids, Annual Review of Fluid Mechanics, Band 26, 1994, S. 65–102
- mit A. D. Stroock u. a.: Chaotic mixer for microchannels, Science, Band 295, 2002, S. 3100
- mit S. L. Anna, N. Bontoux: Formation of dispersions using “flow focusing” in microchannels, Applied Physics Letters, Band 82, 2003, S. 364–366
- mit E. Lauga: Effective slip in pressure-driven Stokes flow, Journal of Fluid Mechanics, Band 489, 2003, S. 55–77
- mit D. R. Link, S. L. Anna, D. A. Weitz: Geometrically mediated breakup of drops in microfluidic devices, Phys. Rev. Lett., Band 92, 2004, S. 054503
- mit A. D. Stroock, A. Ajdari: Engineering flows in small devices, Microfluidics Toward a Lab-on-a-Chip,  Annual Review of Fluid Mechanics, Band 36, 2004, S. 381–411
- mit A. S. Utada u. a.: Monodisperse double emulsions generated from a microcapillary device, Science, Band 308, 2005, S. 537–541
- mit R. Dreyfus u. a.: Microscopic artificial swimmers, Nature, Band 437, 2005, S. 862
- mit P. Garstecki, M. J. Fuerstman, G. M. Whitesides: Formation of droplets and bubbles in a microfluidic T-junction—scaling and mechanism of break-up, Lab on a Chip, Band 6, 2006, S. 437–446
- mit E. Lauga, M. Brenner: Microfluidics: the no-slip boundary condition, in: Springer Handbook of Experimental Fluid Mechanics, 2007, S. 1219–1240
- mit J. Feng u. a.: Nanoemulsions obtained via bubble-bursting at a compound interface, Nature Physics, Band 10, 2014, S. 606–612.
- mit Z. Gitai u. a.: Colonization, Competition, and Dispersal of Pathogens in Fluid Flow Networks, Current Biology, Band 25, 2015, S. 1201–1207.